# Helicônia
Helicônia, também conhecida como caeté ou bananeira do mato, é o nome geral dado às plantas do gênero Heliconia, o único da família Heliconiaceae (APG). A variedade é comum em jardins decorativos. Suas folhas atingem até 3 metros de altura e são parecidas com as da bananeira, uma Musaceae.
Aprecia solos úmidos e ricos em matéria orgânica. Os ventos fortes podem danificar suas folhas. Multiplica-se pela divisão das touceiras, cortando-se seus rizomas. São plantas tropicais, originárias da América do Sul, América Central, Ilhas do Pacífico e Indonésia.

## Espécies
| - Heliconia acuminata - Heliconia aemygdiana - Heliconia angusta - Heliconia angustifolia - Heliconia aurantiaca - Heliconia aurea - Heliconia bicolor - Heliconia bihai - Heliconia bourgaeana - Heliconia brasiliensis - Heliconia caltheaphylla - Heliconia caribaea - Heliconia champneiana - Heliconia chartacea - Heliconia collinsiana - Heliconia curtispatha - Heliconia episcopalis - Heliconia farinosa - Heliconia hirsuta - Heliconia indica - Heliconia latispatha - Heliconia lennartiana - Heliconia lingulata - Heliconia magnifica - Heliconia mariae - Heliconia marthiasiae - Heliconia metallica |  | - Heliconia mutisiana - Heliconia nutans - Heliconia ortotricha - Heliconia pearcei - Heliconia paka - Heliconia pendula - Heliconia platystachys - Heliconia pogonantha - Heliconia pseudoaemygdiana - Heliconia psittacorum - Heliconia ramonensis - Heliconia richardiana - Heliconia rostrata - Heliconia schiedeana - Heliconia shumanniana - Heliconia spathocircinata - Heliconia spissa - Heliconia stricta - Heliconia subulata - Heliconia tortuosa - Heliconia vaginalis - Heliconia vellerigera - Heliconia velloziana - Heliconia velutina - Heliconia wagneriana - Heliconia xanthovillosa - Heliconia zebrina |

## Galeria

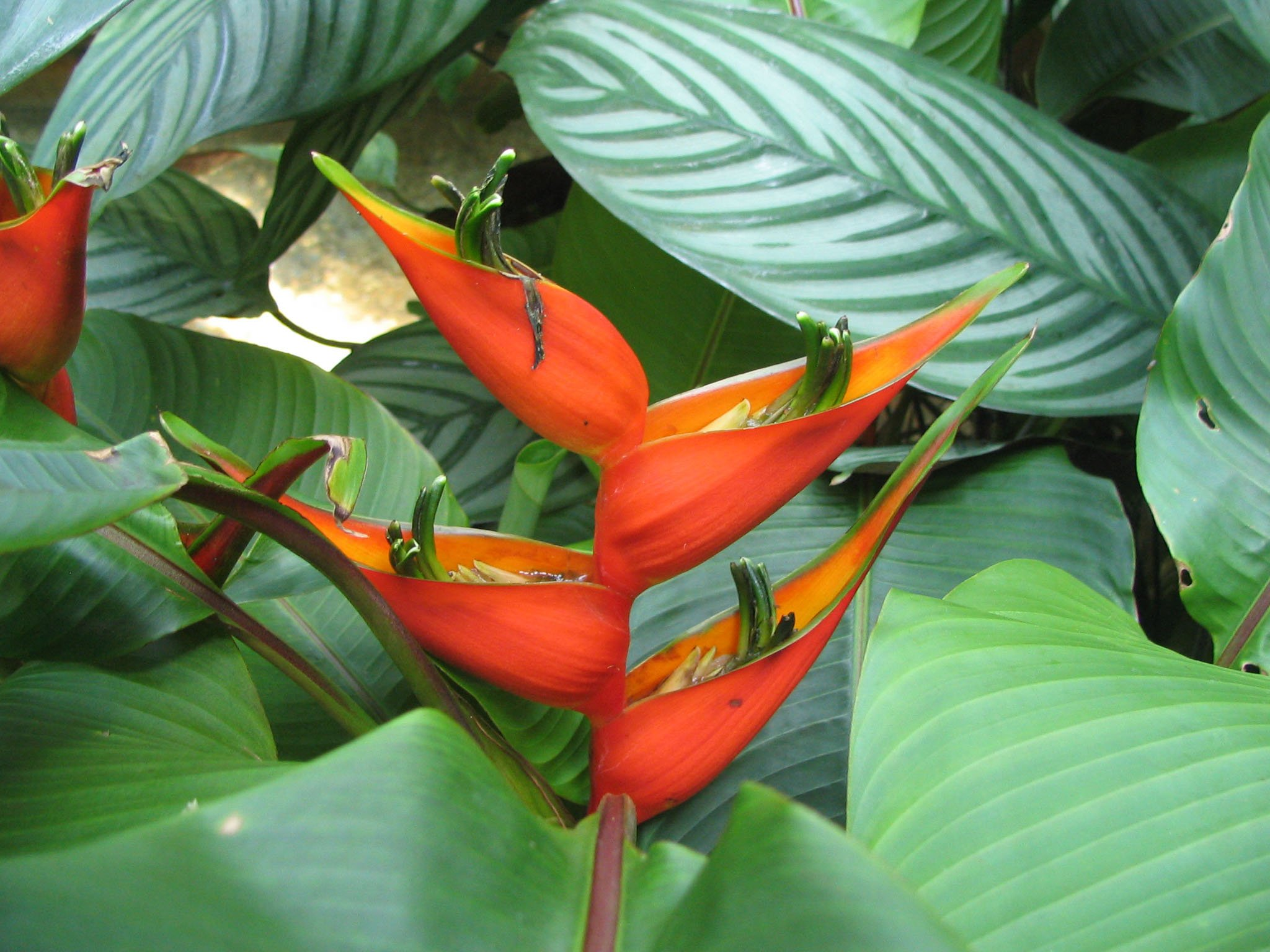
Heliconia stricta
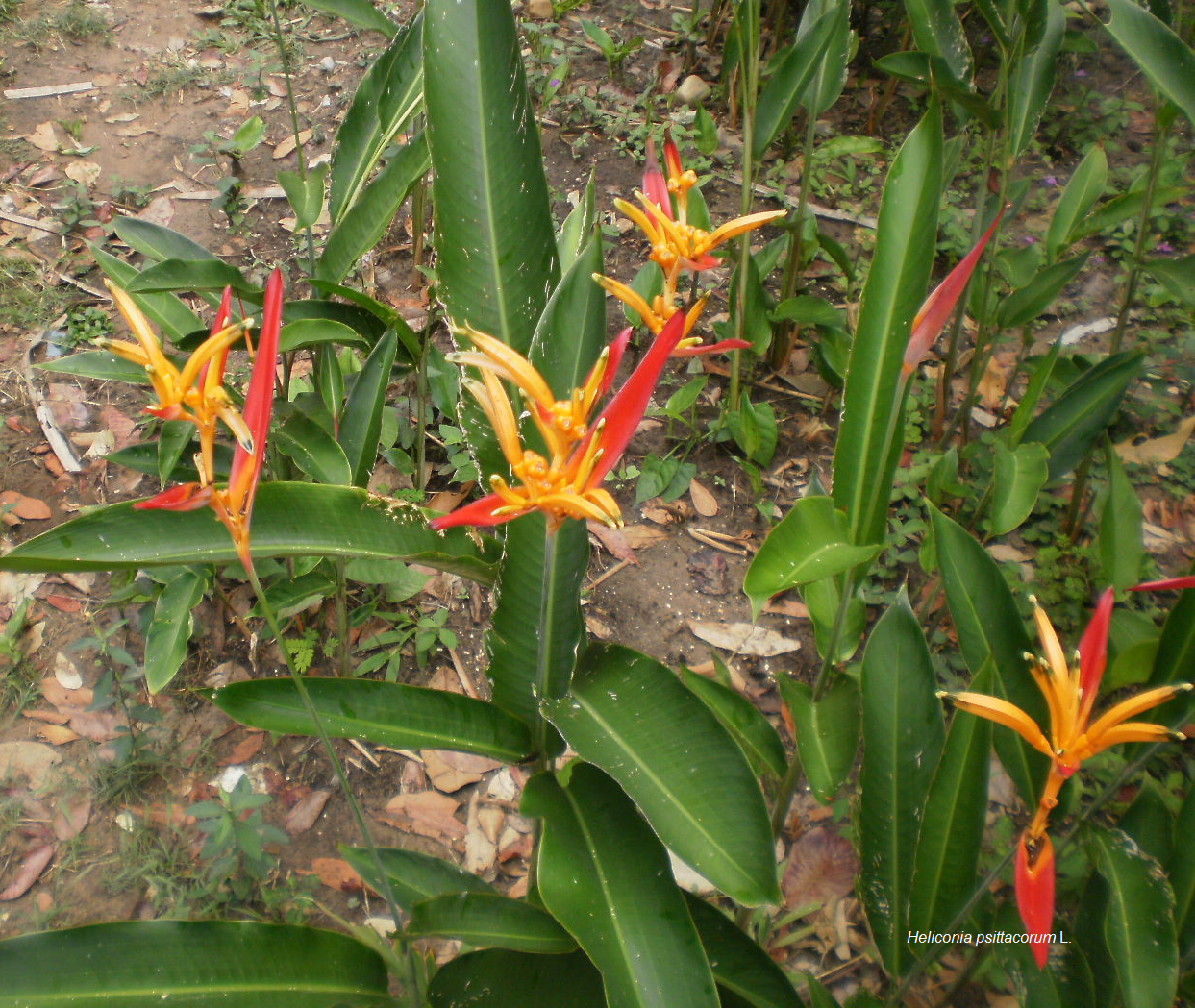
Heliconia psittacorum
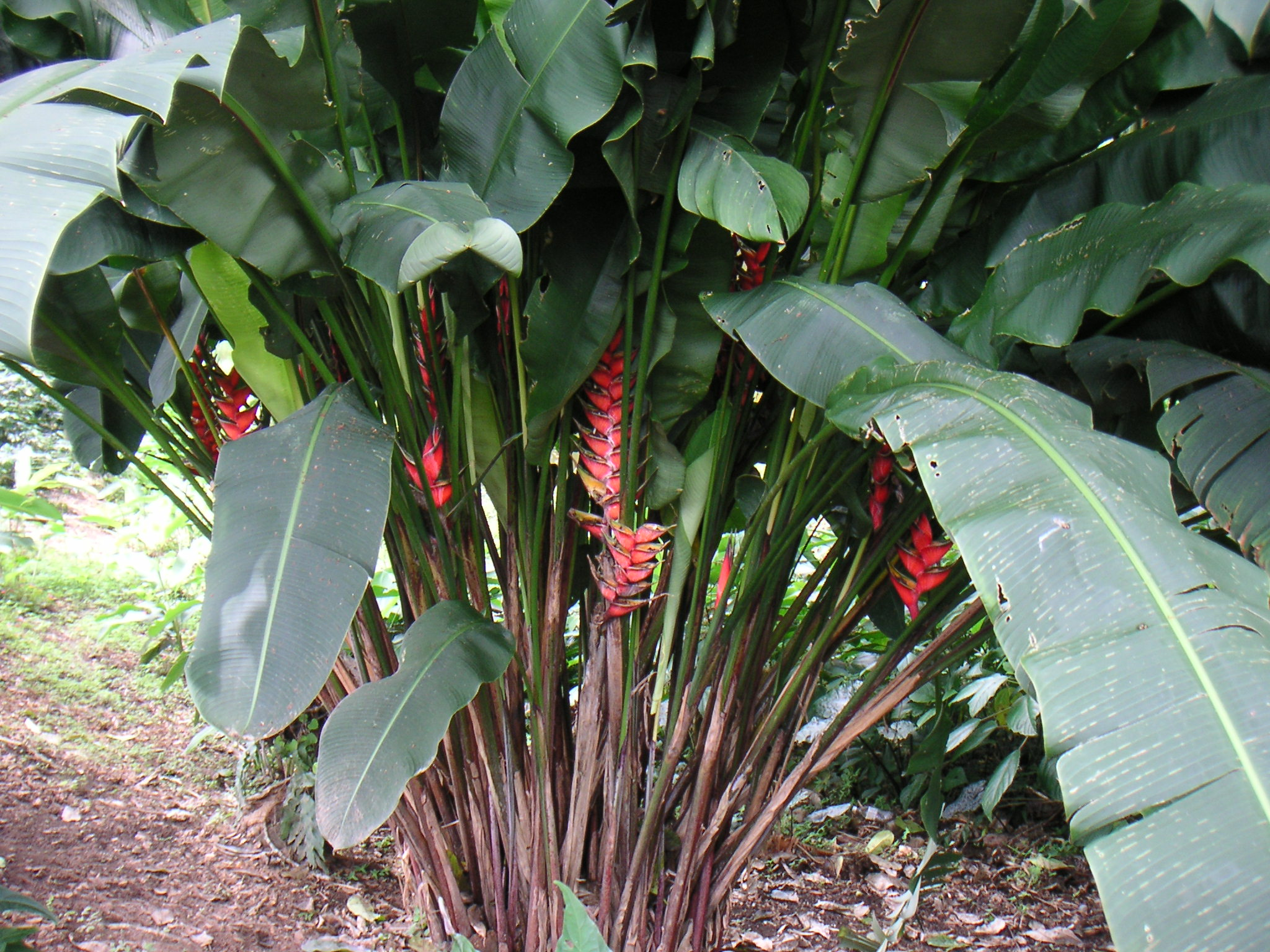
Heliconia cultivar
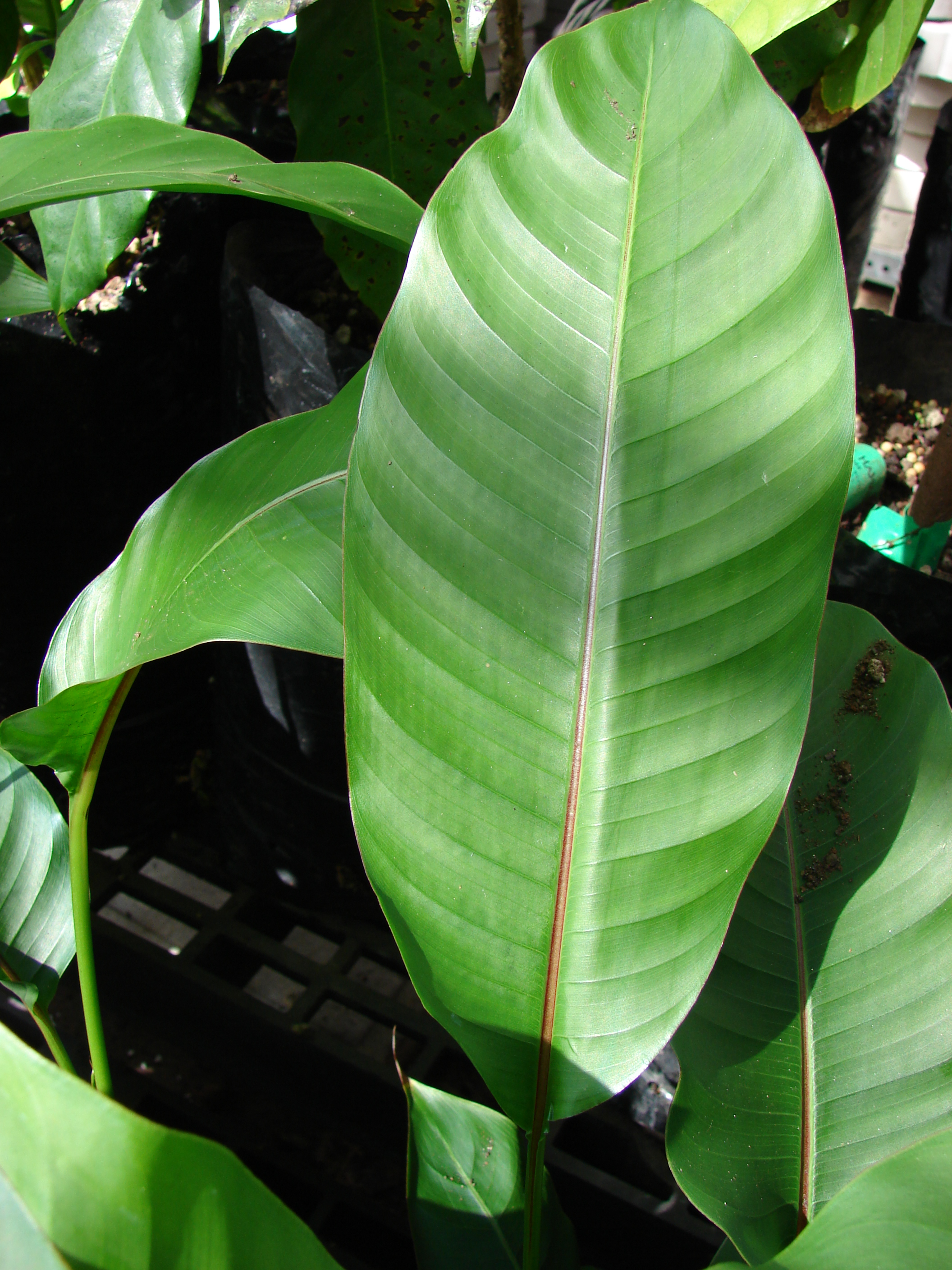
Heliconia stricta (folha anão jamaicano). Localização: Maui, Kula Ace Hardware e Creche